# Surtr
Surtr, inaczej Surtur lub niekiedy Surt – w mitologii nordyckiej olbrzym – bóg ognia. Jego atrybutem był płomienny miecz. Występuje w mitologii dwa razy:
- na początku czasu, jako strażnik Muspelheimu – krainy ciepła i ognia, zakrzesał swym mieczem iskry w Ginnungagap, wielkiej otchłani, wzbudzając tym samym parowanie lodu i proces tworzenia się świata;
- na końcu czasu, gdy przybędzie porazić świat swym mieczem, co będzie jedną z zapowiedzi Ragnaröku. Zabije wtedy boga Freyra.